# Rena (Norvège)
Pour les articles homonymes, voir Rena.
Rena est une localité du comté d'Innlandet, en Norvège. C'est le centre administratif de la kommune de Åmot.

## Histoire
Lors de la seconde guerre mondiale, Rena fut bombardé en 1940 car les Allemands pensaient que le roi Haakon et le prince Olav s'y étaient réfugiés.

## Transport
Rena possède une gare se situant sur la ligne ferroviaire de Røros.

## Culture
C'est à Rena que se court la course des Birkebeiner.